# Liste des églises Notre-Dame de l'Ô

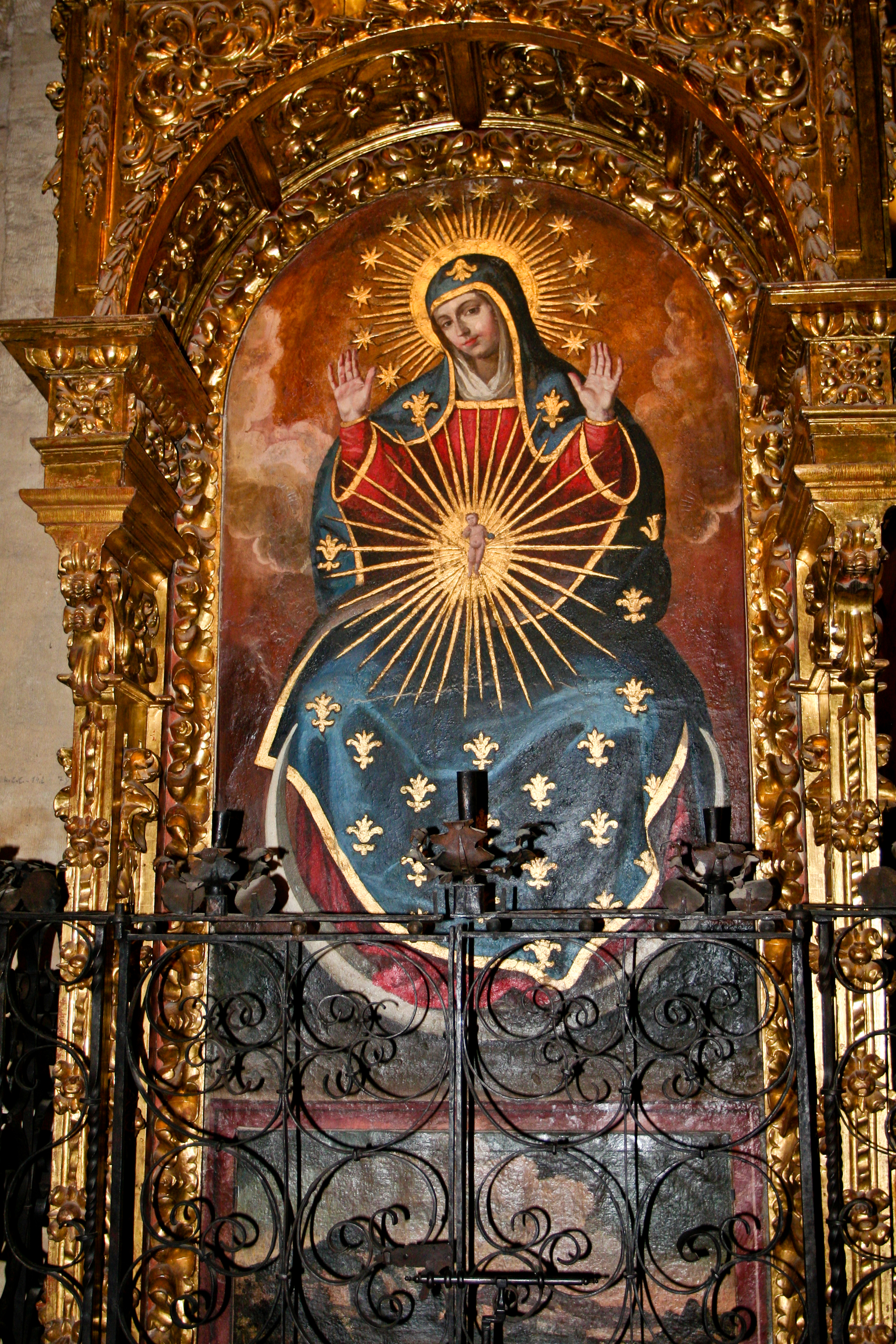
Mosquée de Cordoue

Plusieurs églises dans le monde portent le nom de « Nuestra Señora de la O », c'est-à-dire Notre-Dame de l'Ô, liées à la « Fête de l'Attente  de l'Accouchement de la Vierge», de « l'Expectation de la Vierge » et « Notre-Dame de l'Espérance » (Virgen de la Esperanza) ou « Notre-Dame de l'Ô », principalement en Espagne et Amérique latine.

## Espagne, Portugal, Philippines
- En Espagne :
  - Église de  Hermandad de La O (Sevilla) (es) (confrérie et fête) ;
  - Près de Cadix, Église de Nuestra Señora de la O (Sanlúcar de Barrameda);
  - Église de Nuestra Señora de la O de Rota près de Cadix ;
  - À Chipiona;
  - À Navas del Madroño ;
  - Bubierca, ermitage de la Virgen de la Esperanza.
  - Cordoue (autel) ;
  - Valladolid,
  - Près de  Saint-Jacques-de-Compostelle,  Guïn Puente  de Linares, Église   de  Nuestra Señora de la Expectation, patronne des femmes enceintes.
  - Église  San lago à Medina del Campo (statue en bois polychrome).

etc. 
- Au  Portugal : Nossa Senhora do Ó.
- Aux Philippines, près de Laguna.

## Amérique latine
- Au Brésil, Nossa Senhora do Ó à São Paulo ; Nossa Senhora do Ó de Sabará (pt) ; a Igreja Matriz da Paróquia de Nossa Senhora do Ó do Porto da Carvoeir ; Ipojuca ; Paripe.
- Au Guatemala, une église trinitaire récite toujours les Antiennes Ô ;
- Au Mexique : Ciudad Juárez ; Nuestra Señora de Zapopan ;
- Au Pérou, en la chapelle de la Basilique Saint Pierre et Paul de Lima où se réunissait comme à Séville, une célèbre confrérie, sous l'influence des Jésuites, et du P. Acquaviva, dont firent partie de quelques rois. Créée au XVIe siècle, en 1598, elle se développe avec succès au XVIIe siècle, en 1687, après la construction d'une chapelle « Nuestra Señora de la O » à côté du couvent[1].

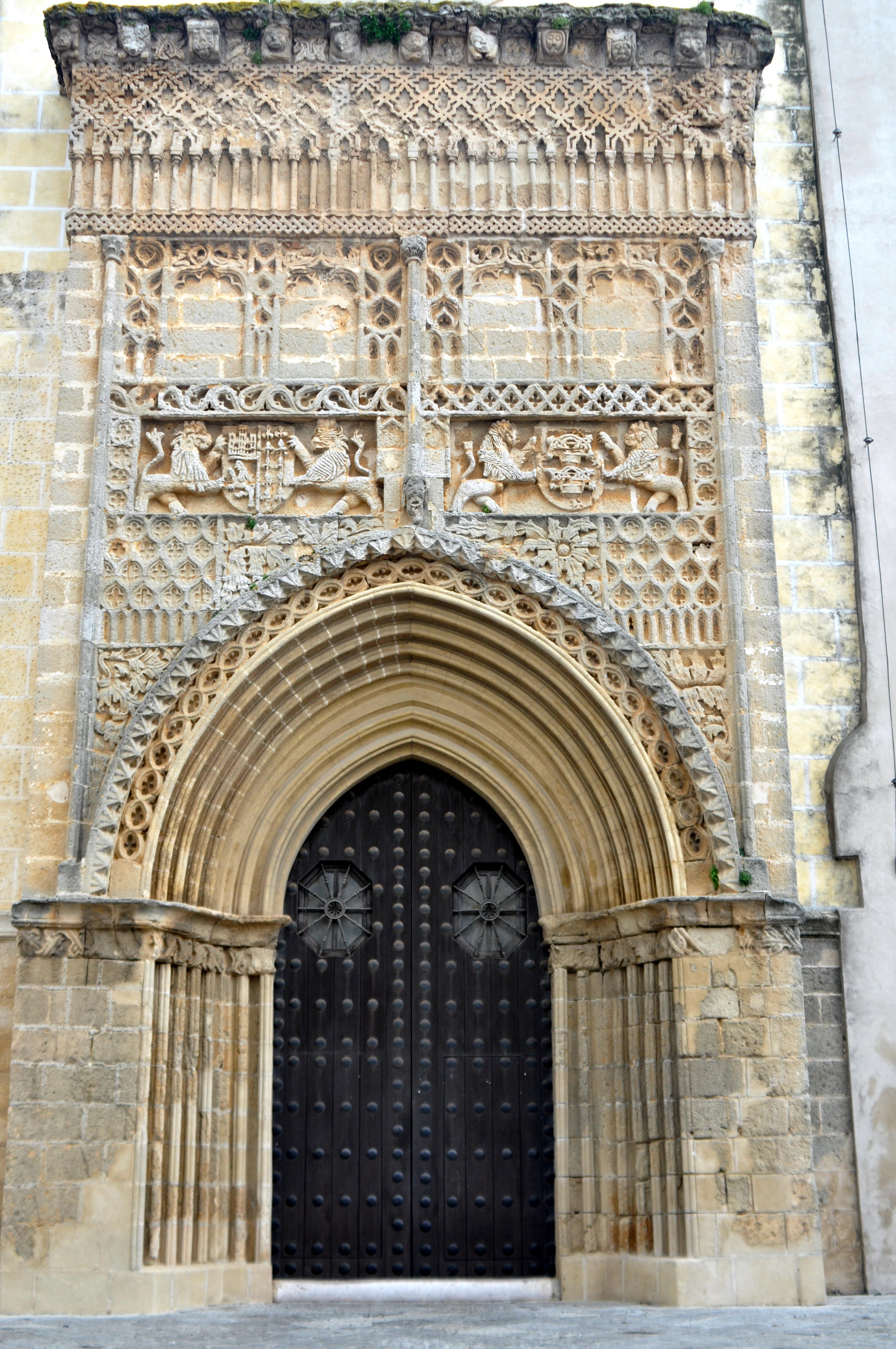
Sanlúcar de Barrameda
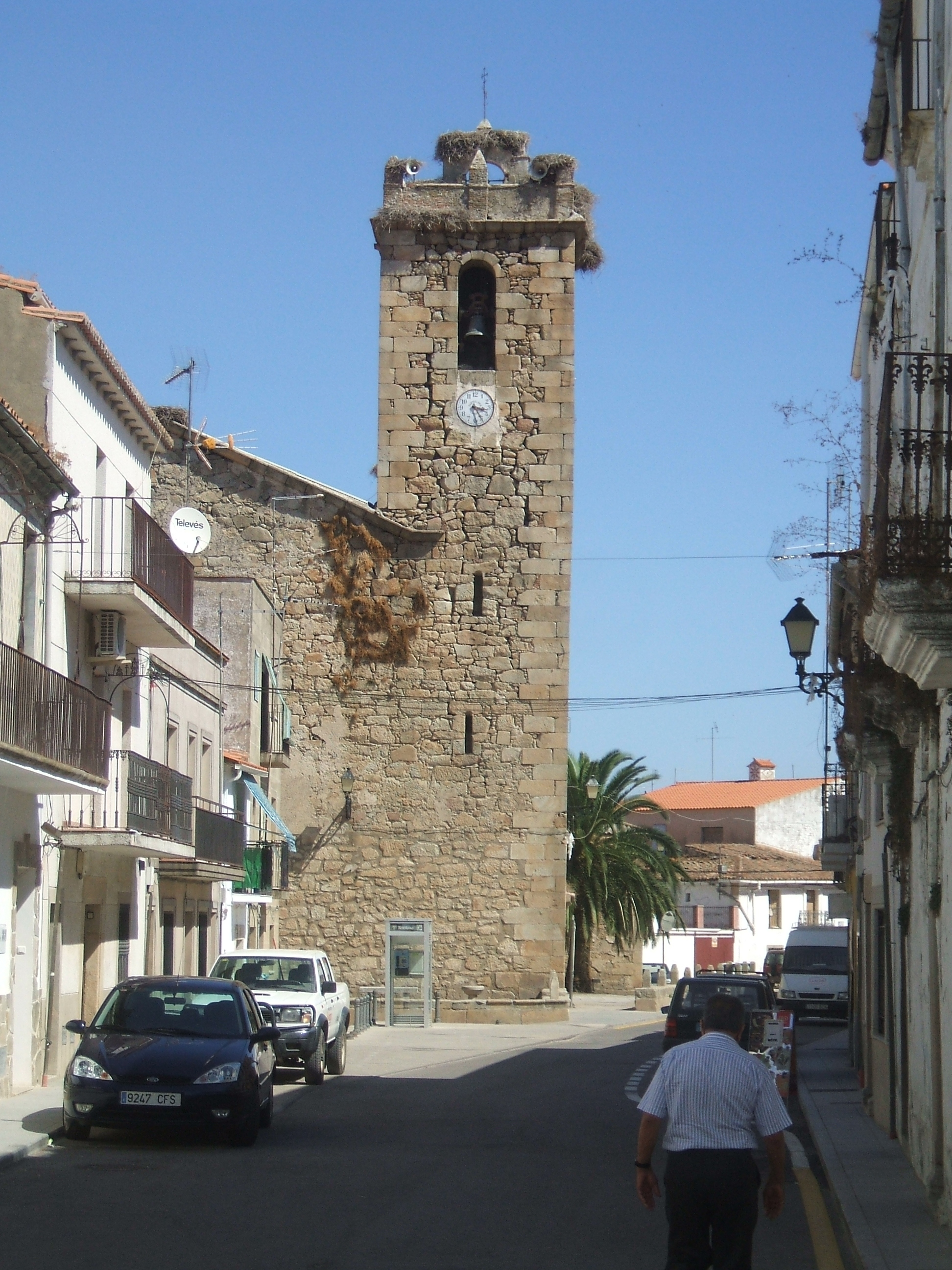
Navas del Madroño
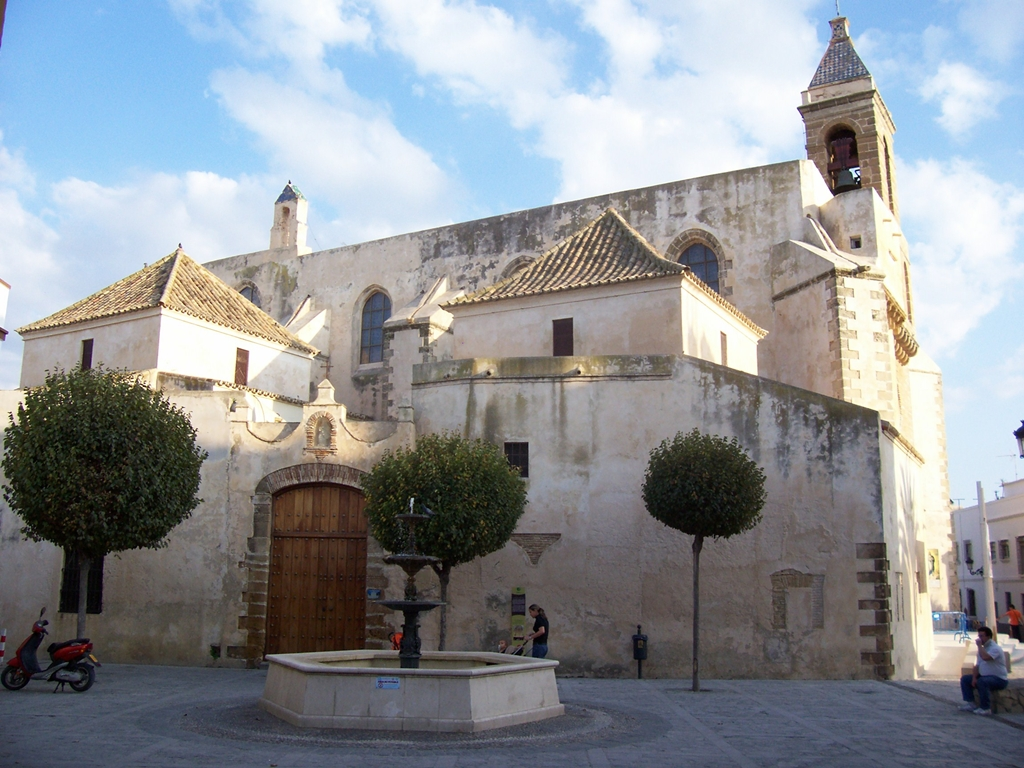
Rota
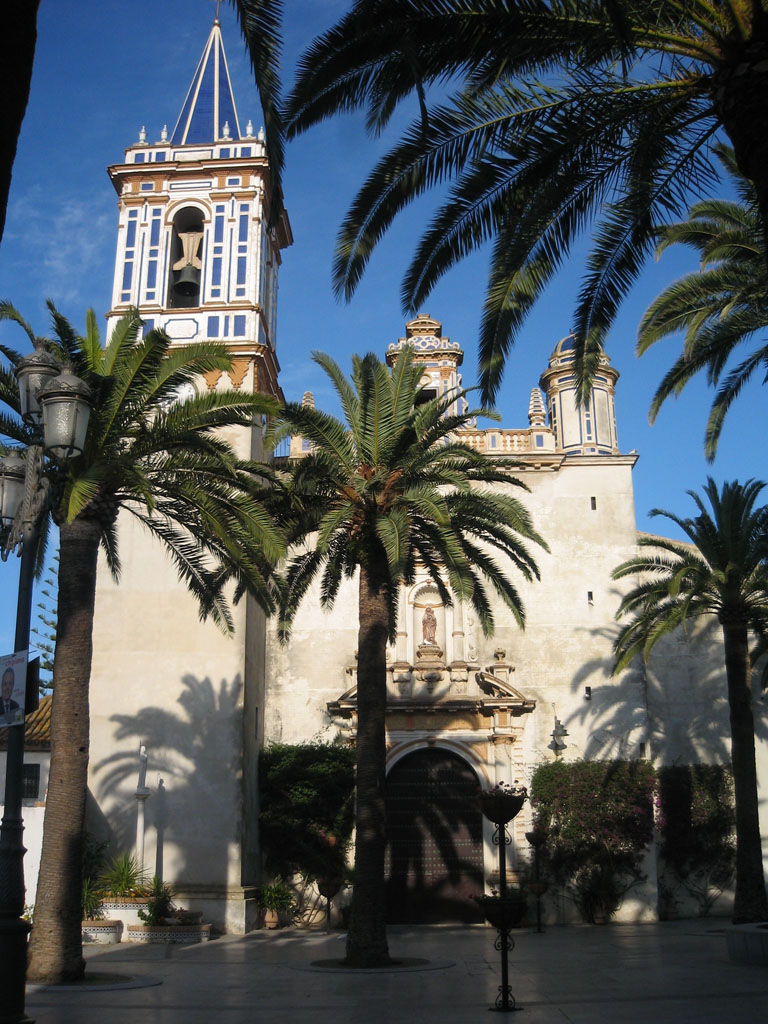
Chipiona
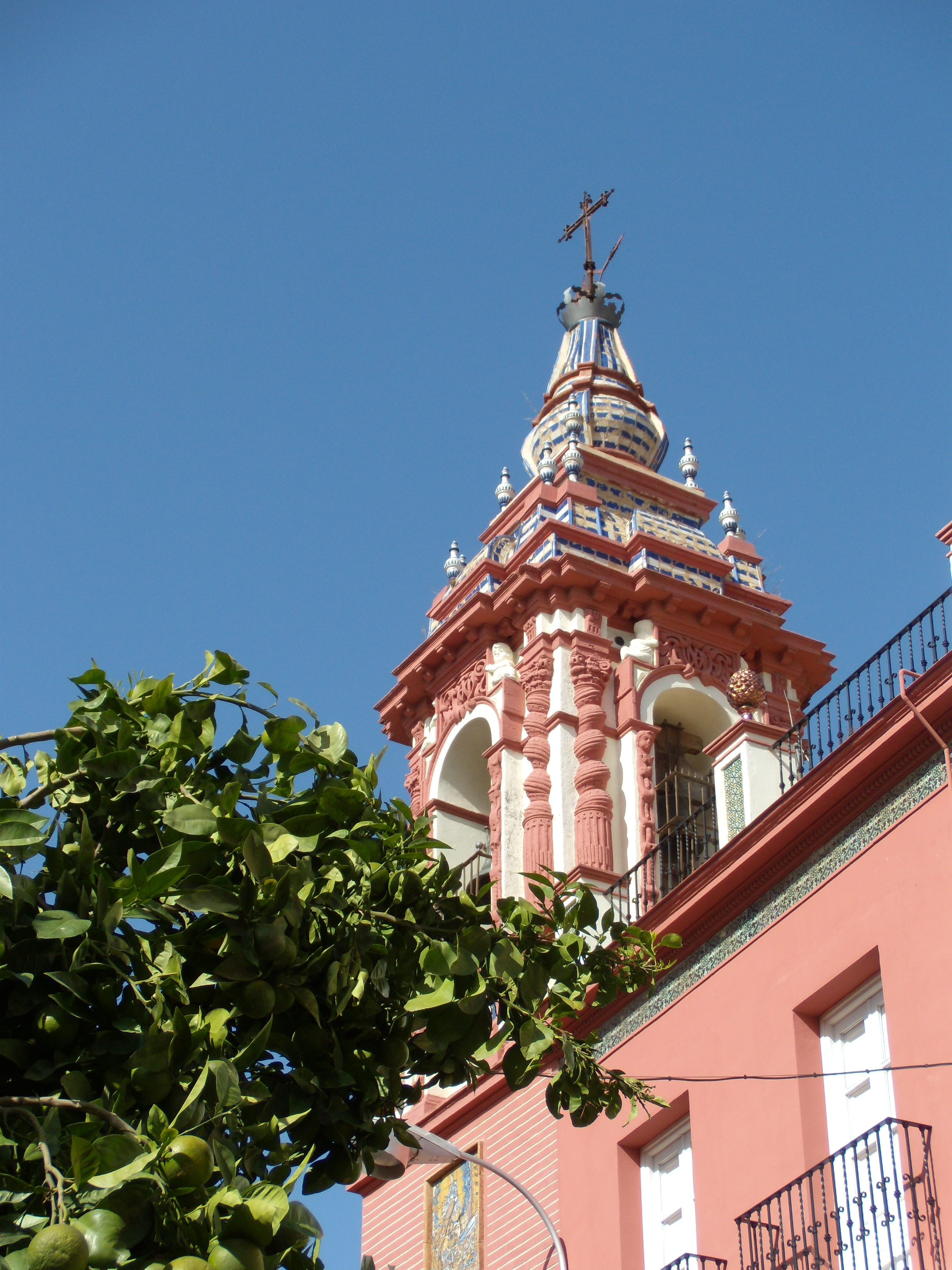
Séville, Triana
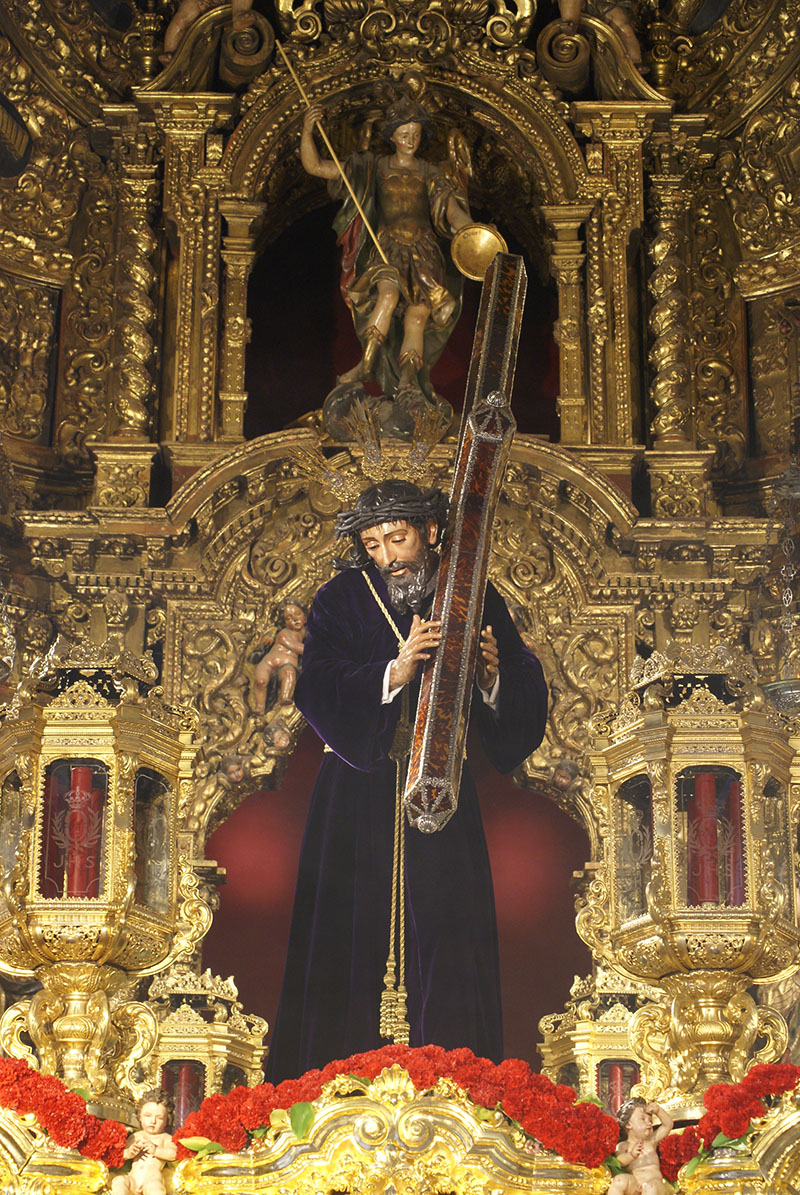
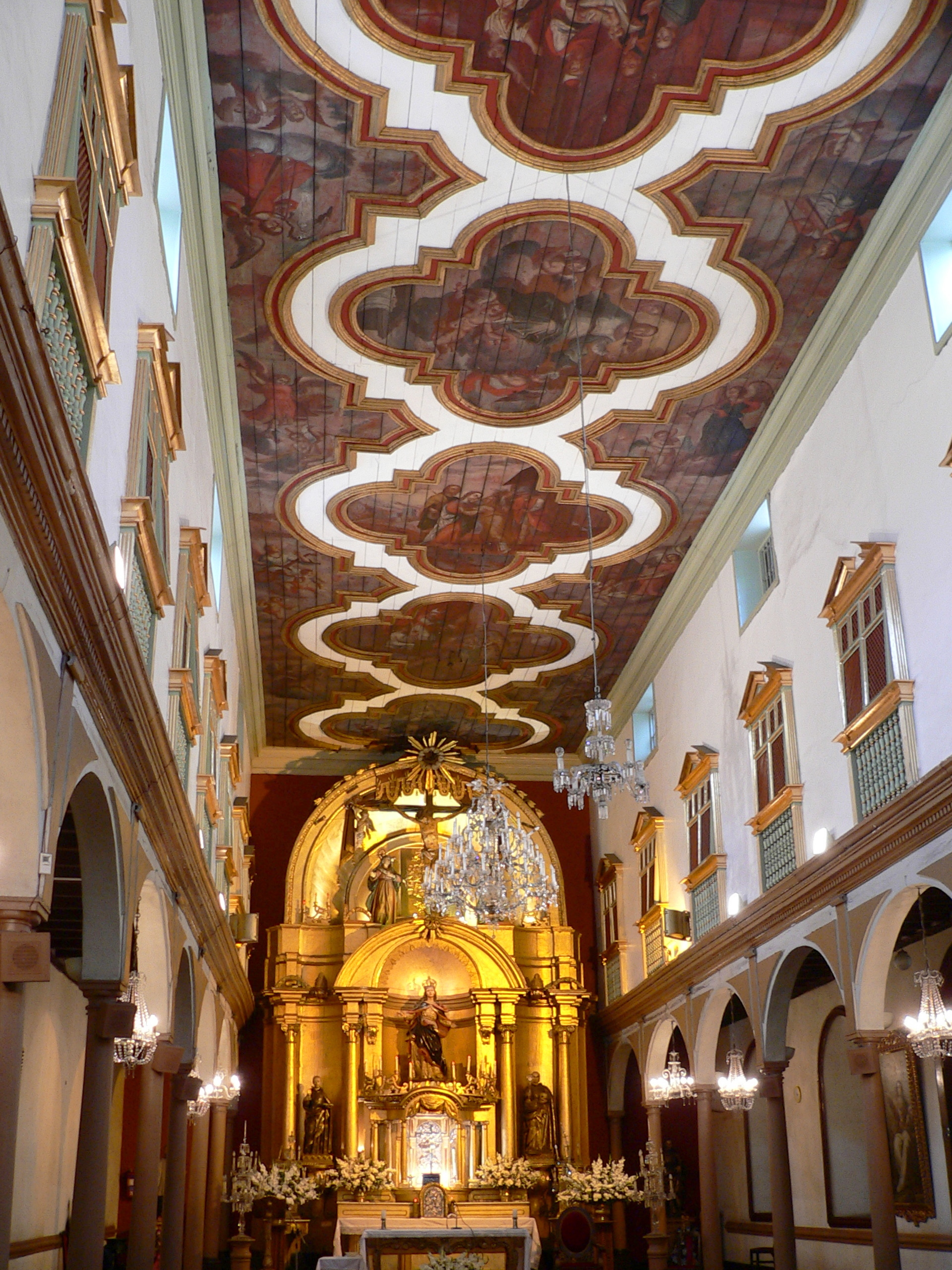
Chapelle de la O, Basílica y convento de San Pedro
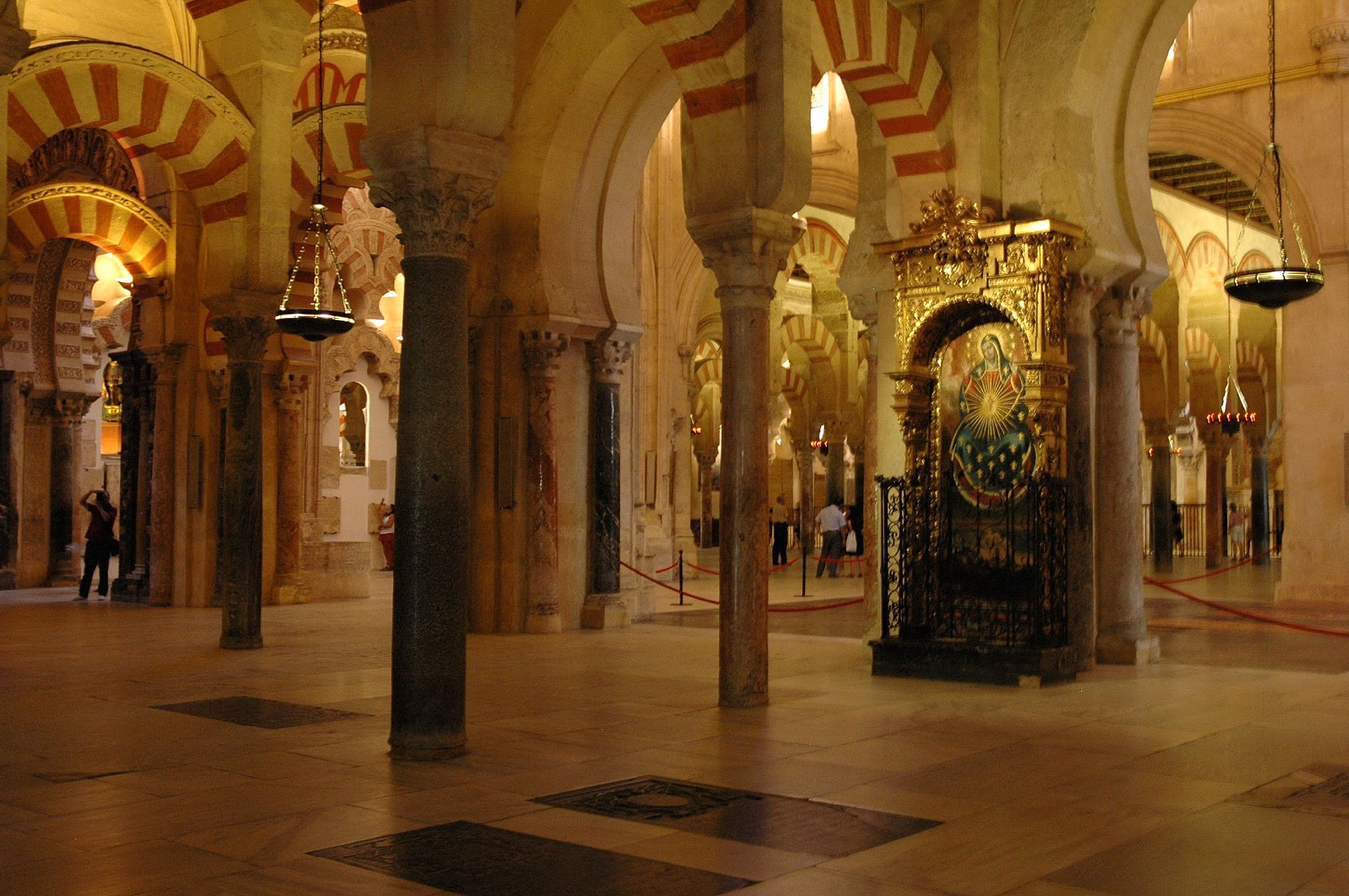
Cordoue

## En France

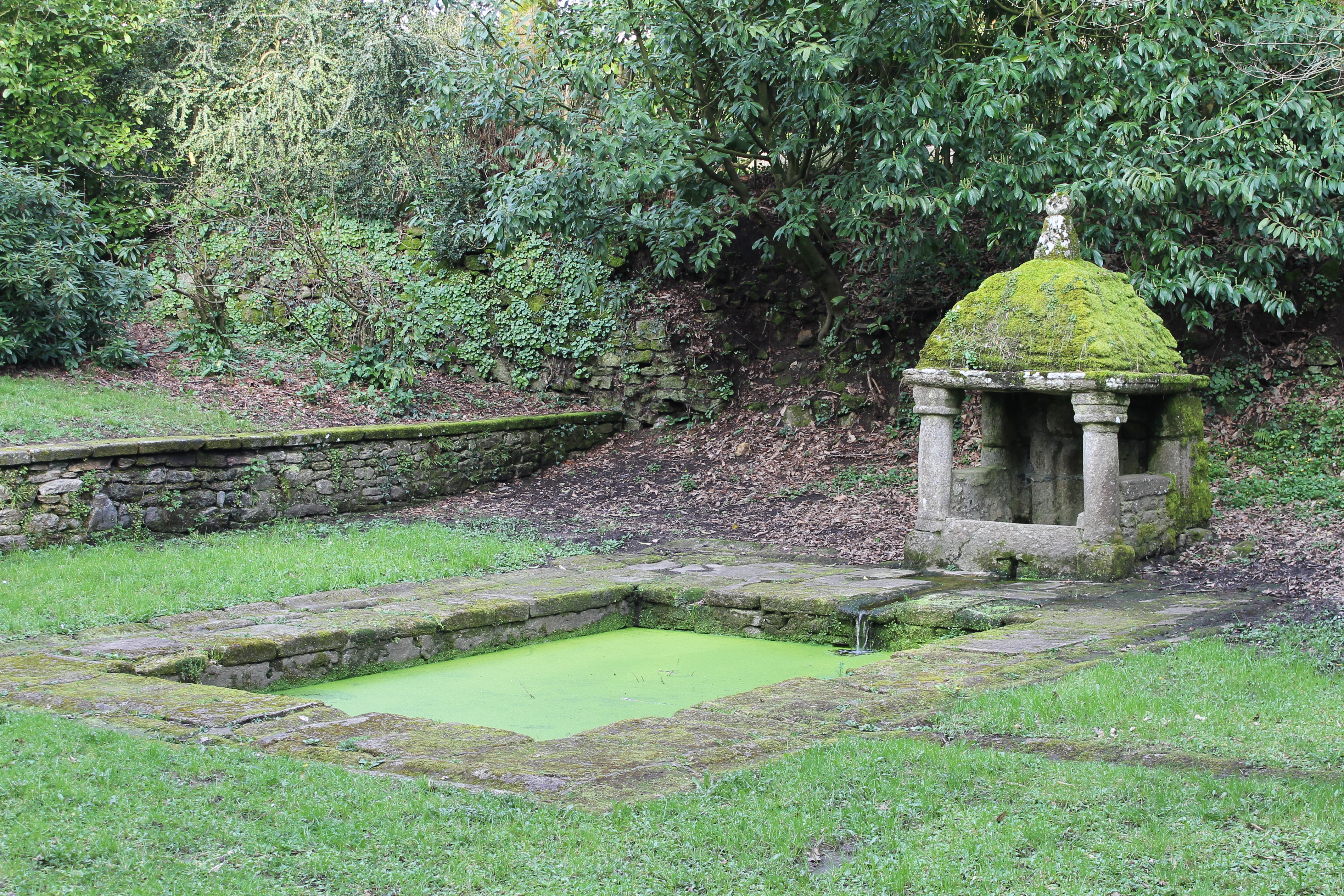
Fontaine saint Martin de la chapelle « Notre Dame de l'Ô » de Bréhardec à Questembert.

En France à Questembert se trouve une chapelle « Notre-Dame de l'Ô » dont la fontaine passait pour guérir la stérilité :

« Dans les environs de Questembert, se dresse, au lieu-dit hameau de Bréhardec, une petite chapelle. Élevée au début du XIIIe siècle par les Templiers, elle a été restaurée à la fin du XIXe siècle. Mais elle est moins remarquable par son architecture que par son nom dont personne ne savait ce à quoi cela correspondait. Elle répond, en effet, à l'appellation déroutante de « Notre-Dame de l'Ô ».
Le plus étonnant est que l'origine de cette dénomination sans doute unique en son genre s'était perdue et que personne ne savait plus pourquoi la chapelle s'appelait ainsi. Ce sont les travaux entrepris en 1891 qui ont apporté la solution. Un parchemin du XIIIe siècle a été retrouvé dans un mur et donnait l'explication :
« L'an 1211 cette chapelle a été bâtie Notre-Dame de l'Ô, en mémoire des antiennes (antiphones) qui se chantent ici durant les jours précédant Noël, pour exprimer le désir et l'anxiété que les saints Pères des Limbes et tout le monde avait de la Venue (Adventus) et Nativité de son Rédempteur ».
Ces antiennes, prières chantées à deux chœurs, étaient au nombre de sept. Chacune d'elles commençait par une invocation avec l'interjection Ô (Ô sagesse, ô Soleil levant, ô roi des nations, ô Emmanuel, etc.), d'où le nom de la chapelle.
La première se chantait le 17 décembre et les autres chaque jour jusqu'à la veille de la Nativité.
La tradition n'a pas été reprise. mais, jusqu'au début du XXe siècle, Notre-Dame de l'Ô attirait quand même les habitants pour la fontaine située à proximité. Elle était réputée miraculeuse. Si un puits s'asséchait, il suffisait, dit-on, d'y verser le contenu d'un seau puisé à la fontaine pour qu'il coule de nouveau. »

On y trouve une statue N.D. de l'Ô et un pardon s'y déroule annuellement.